# Joé Flick
Joé Flick (ur. 16 lipca 1979) – piłkarz luksemburski grający na pozycji bramkarza.

## Kariera klubowa
Flick jest wychowankiem klubu CS Hobscheid, z którego przeniósł się w 2001 roku do Union Luxembourg. W nowym zespole przebywał zaledwie przez jeden sezon, nie wywalczył miejsca w podstawowym składzie, postanowił więc zmienić otoczenie. Trafił do Jeunesse Esch, w którym spędził 5 lat. Od 2007 roku jest graczem Etzelli Ettelbruck, której barwy reprezentował także w sezonie 2011−2012, gdy zespół występował w drugiej lidze.

## Kariera reprezentacyjna
Flick w reprezentacji Luksemburga zadebiutował 29 maja 2004 roku w towarzyskim meczu przeciwko Portugalii. Na boisku pojawił się w 73 minucie. Był to jego jedyny, jak dotychczas, występ w kadrze. (stan na 15 czerwca 2013).
| Mecze i gole w reprezentacji | Mecze i gole w reprezentacji | Mecze i gole w reprezentacji | Mecze i gole w reprezentacji | Mecze i gole w reprezentacji | Mecze i gole w reprezentacji | Mecze i gole w reprezentacji |
| #                            | Data                         | Stadion                      | Rywal                        | Wynik                        | Gol                          | Rozgrywki                    |
| 2004                         | 2004                         | 2004                         | 2004                         | 2004                         | 2004                         | 2004                         |
| ---------------------------- | ---------------------------- | ---------------------------- | ---------------------------- | ---------------------------- | ---------------------------- | ---------------------------- |
| 1.                           | 29.05.2004                   | Águeda, Portugalia           | Portugalia                   | 0:3                          | 0                            | towarzyski                   |

## Sukcesy
- Mistrzostwo Luksemburga: 2004 (Jeunesse)